# Lasse Eriksson

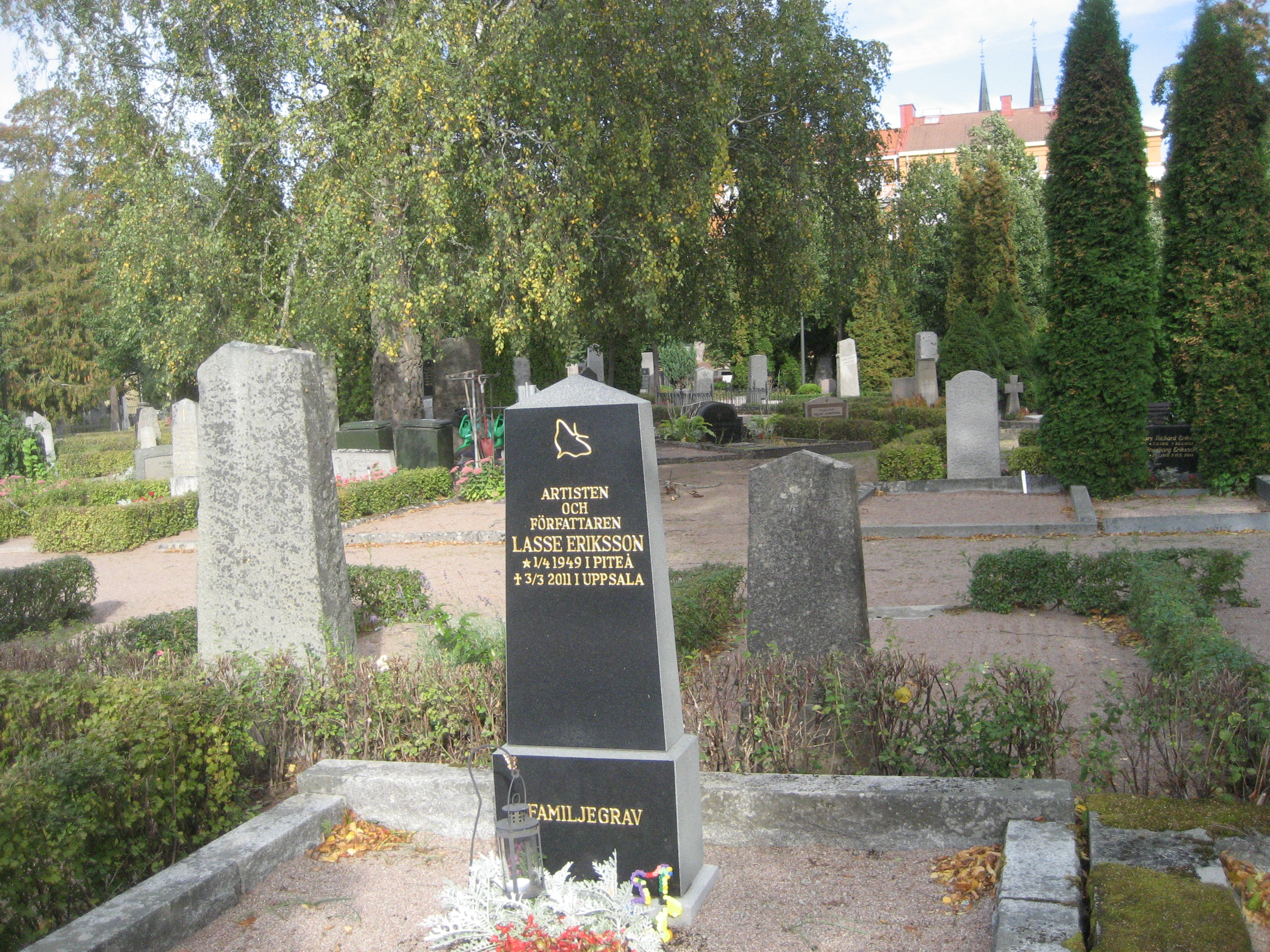
Túmulo (Uppsala)

Lasse Eriksson (Piteå, 1 de abril de 1949 - Uppsala, 3 de março de 2011) foi um comediante, ator e escritor sueco.

## Obras
- Kalla fakta om Piteå, em parceria com Ronny Eriksson (1990)
- Slipsen från vildmarken (1994)
- Underbara tilldragelser i råttans år (1995)
- I våra kvarter – Piteå på 60-talet (1996)
- Fortsverige: Antologi kring en allt snabbare tid (1999)
- Boken om Gerda (2001)
- Jag har kokat tvåhundratusen potatisar – men kan inte erinra mig en enda av dessa (2003)
- Boken om Sofi (2003)
- Djur – inom och utom oss (2004)
- Gode Gud, ge mig tålamod, men gör det fort (2005)
- De norrbottniska satansverserna (2006)
- I huvudet på en orolig komiker (2007)